# Bryn Athyn Historic District
Der Bryn Athyn Historic District ist ein architektonisch und historisch bedeutsames Gebäudeensemble in Bryn Athyn im Montgomery County in Pennsylvania. Es wurde ab den 1890er Jahren von der christlichen Glaubensgemeinschaft der Neuen Kirche erbaut. Auf dem Areal stehen vier Bauwerke, darunter eine Kathedrale und ein Museum. Es hat den Status eines National Historic Landmarks. Außerdem ist es als Historic District im National Register of Historic Places (NRHP) eingetragen.

## Historic District
Der Ort Bryn Athyn wurde ab dem späten 19. Jahrhundert von der christlichen Glaubensgemeinschaft der General Church of the New Jerusalem, die eine strengere Richtung innerhalb der auf den Lehren Emanuel Swedenborgs basierenden Neuen Kirche bildet, knapp außerhalb der Stadtgrenzen Philadelphias gegründet. Diese Gruppe der Swedenborgianer war 1876 entstanden. Der Historic District besteht aus drei Anwesen, die ursprünglich als Familienwohnungen dienten, und einer Kathedrale. Alle Bauwerke wurden zwischen 1892 und 1938 errichtet.
Am 6. Oktober 2008 erhielt das Areal den Status eines National Historic Landmarks und wurde als Historic District in das NRHP eingetragen.

### Cairnwood Estate
Cairnwood Estate wurde für den Industriellen John Pitcairn (1841–1916) und seine Frau Gertrude im Stile der Beaux-Arts-Architektur errichtet. Pitcairn war Mitbegründer von PPG Industries und einer der führenden Unternehmer seiner Zeit. Er stand in persönlichen sowie geschäftlichen Beziehungen zu Andrew Carnegie, John D. Rockefeller, Henry Clay Frick und Henry Flagler. Der Bau wurde von dem bekannten Architekturbüro Carrère and Hastings geplant und im Jahr 1895 abgeschlossen. Den Garten und das Grundstück gestalteten die renommierten Landschaftsarchitekten Frederick Law Olmsted und sein früherer Schüler Charles Eliot. Cairnwood Estate ist das einzige Beaux-Arts-Bauwerk in Pennsylvania, das auf Carrère and Hastings zurückgeht. Nach dem Tode von Pitcairn 1916 übernahm sein ältester Sohn Raymond (1885–1966) das Anwesen. Er lebte hier mit seiner Frau Mildred Glenn und ihren neun Kindern, bis sie im Jahr 1939 Glencairn bezogen. In den 1940er Jahren residierte Raymonds Tochter Gabriele Pitcairn Pendleton mit ihrem Mann Willard in Cairnwood. Nach dem Tod von Mildred Pitcairn vermachte die Familie im Jahr 1979 Cairnwood und Glencairn der General Church of the New Jerusalem als Akademiegebäude. Danach stand es für ein Jahrzehnt leer, bevor es vor dem Hintergrund der Nominierung als National Historic Landmark restauriert wurde.

### Bryn Athyn Cathedral

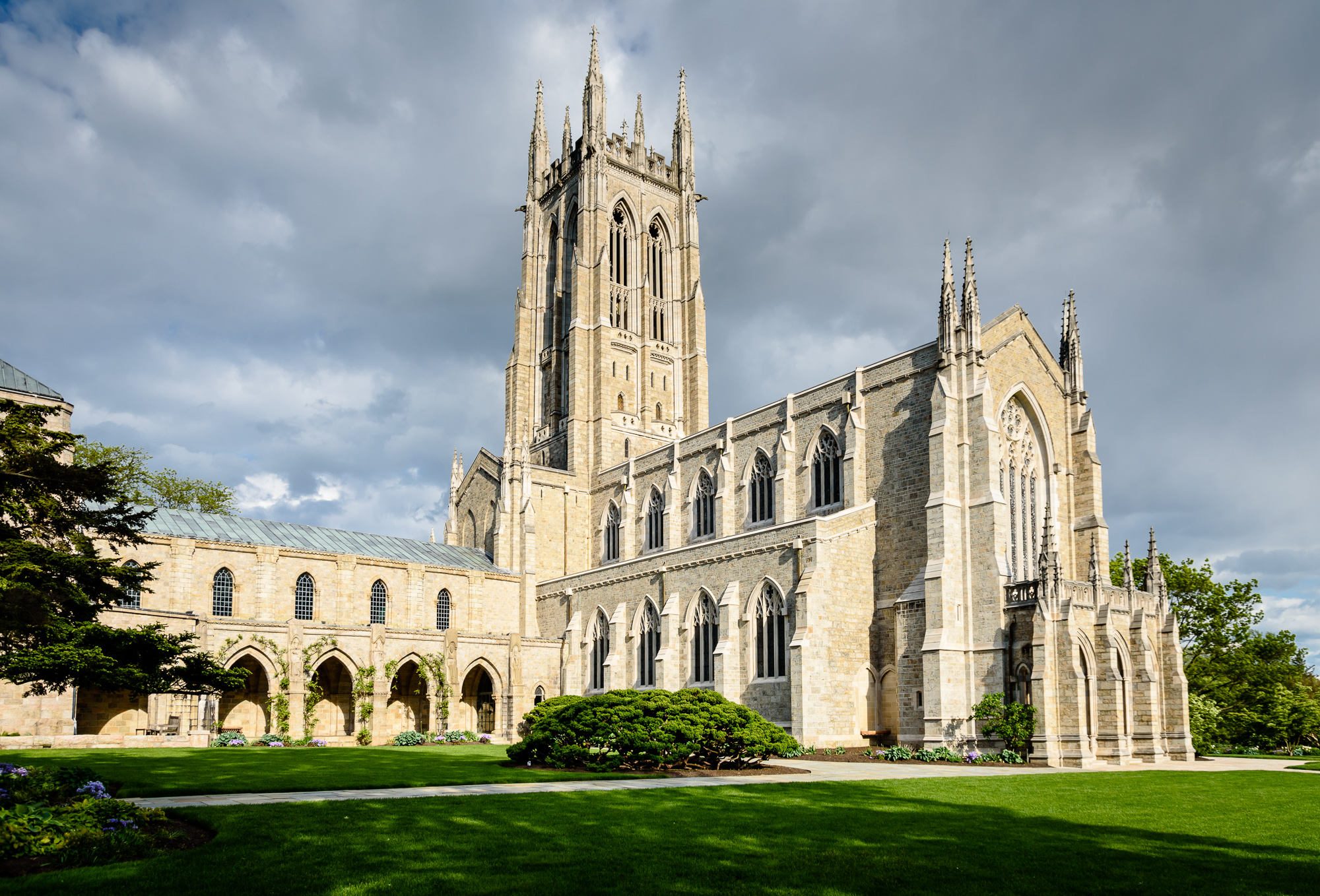
Bryn Athyn Cathedral (2016)

Die Bryn Athyn Cathedral ist Bischofssitz der General Church of the New Jerusalem. Sie wurde zwischen 1913 und 1928 erbaut, wobei die Gestaltung des Innenraums und die Fertigstellung der Bleiglasfenster bis in die 1940er Jahre dauerten. Die Kathedrale ist im Stile der Gotik gestaltet, während die Anbauten im Norden und Süden frühromanische Form haben. Geldgeber des Bauprojekts war John Pitcairn, sein Sohn Raymond überwachte die Planung und Ausarbeitung. In der Struktur und Ausgestaltung der Kathedrale finden sich die Lehren der Neuen Kirche wieder.

### Glencairn Museum

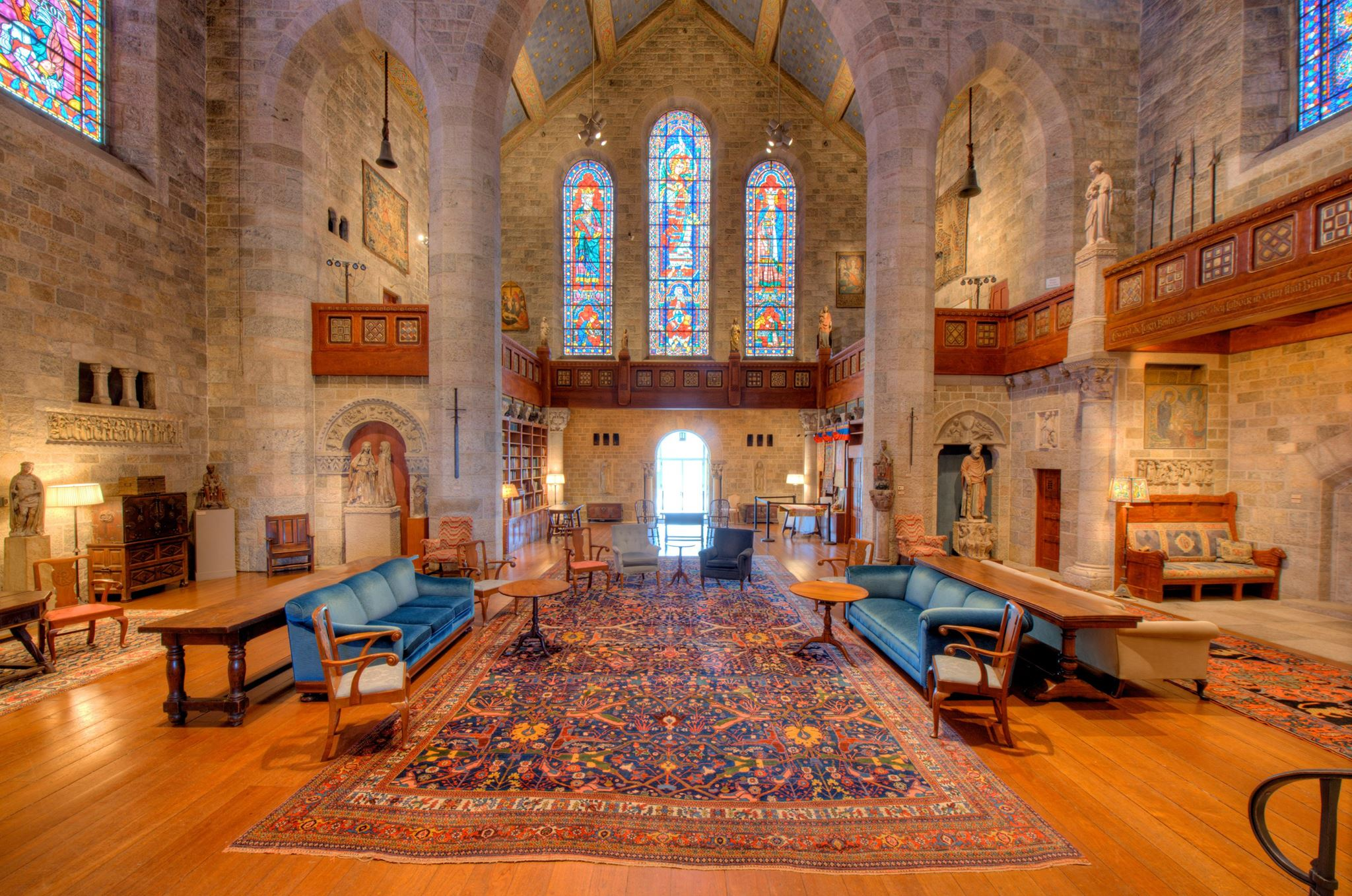
Zentrale Halle im Glencairn Museum (2017)

Glencairn entstand zwischen 1928 und 1939 im Stil der Romanik nach Plänen von Raymond Pitcairn, der kein ausgebildeter Architekt war, aber zuvor den Bau der Bryn Athyn Cathedral beaufsichtigt hatte. Im vierten Stockwerk wurde eine Hauskapelle eingerichtet. Nach der Fertigstellung diente Glencairn zuerst ihm und seiner Familie als Residenz und als Aufbewahrungsort für seine Privatsammlung mittelalterlicher Kunst, sowie von zeitgenössischen Werken, wie zum Beispiel eine Abraham-Lincoln-Büste von George Grey Barnard gehörten. Nach dem Tod seiner Frau im Jahr 1979 ging Glencairn in den Besitz der General Church of the New Jerusalem über. 1980 wurde es ein Non-Profit-Museum für religiöse Kunst und Geschichte und nahm die Bestände der Akademie der Neuen Kirche auf, die ebenfalls in Bryn Athyn liegt. Die Sammlung umfasst Werke aus dem Alten Ägypten, der Antike, dem christlichen Mittelalter sowie aus Asien und dem islamischen Kulturraum. Des Weiteren sind Ausstellungsstücke der Indianer Nordamerikas zu sehen.

### Cairncrest
Cairncrest wurde zwischen 1926 und 1928 nach Plänen von Raymond Pitcairn erbaut, die 1924 von den Architekten Llewellyn R. Price und Wetherill P. Trout weiterentwickelt wurden. Der Bau wurde durch die lokale Firma Synnestvedt and Leonard durchgeführt. Das Anwesen wurde der Wohnsitz von Harold F. Pitcairn, dem jüngsten Kind von John Pitcairn. Er lebte hier mit seiner Frau Clara Davis und ihren neun Kindern. Harold war ein passionierter Pilot und führte den ersten Flug mit einem Tragschrauber in den Vereinigten Staaten durch, mit dem er regelmäßig von Cairncrest zur Arbeit in seine Fabrik pendelte.